# سرمایه (کتاب)
سرمایه؛ نقد اقتصاد سیاسی (به آلمانی: Das Kapital; Kritik der Politischen Ökonomie) نام اثر کارل مارکس، فیلسوف آلمانی قرن نوزدهمی، است که در سه جلد تألیف شده است. در اواخر سال ۱۸۶۶، نسخه‌ی کامل جلد نخستش را به هامبورگ فرستادند و در پاییز سال بعد از طبع خارج گردید. این کتاب به آلمانی نوشته شده بود و تا بیست سال ترجمه‌ی انگلیسی‌اش در دسترس نبود و نخستین ترجمه‌ای که از جلد اولش به چاپ رسید ترجمه‌ی روسی‌اش بود که در ۱۸۷۲ منتشر شد. این کتاب بیش از هجده سال از عمر مارکس را گرفت. هنگامی که وی در کار جمع‌آوری مطالب کتاب خویش بود، فریدریش انگلس، دوست صمیمی مارکس، مخارج خانواده‌ی دوستش را می‌پرداخت اما امید چندانی به خاتمه‌ی کتاب نداشت. هم مارکس و هم انگلس این کتاب را، که هرگز به‌پایان نمی‌رسید، «کتاب لعنتی» نامیده بودند و مارکس اعتراف کرده بود که این کتاب برایش کابوس محض است. به‌هر روی، این کتاب به تحلیل قواعد اقتصادی تولید نظام سرمایه‌داری می‌پردازد.
این‌که این کتاب دربارهٔ اقتصاد سیاسی است یا نه، جای بحث دارد. برای نمونه، در نخستین ترجمهٔ آن به فارسی، عنوان فرعی کتاب، یعنی «نقد اقتصاد سیاسی» روی جلد درج نشده بود، ولی برخی بر آنند که کتاب بیش‌تر نقدی بر ایدئولوژی است.
گروهی دیگر بر آنند که این کتاب در کندوکاو انتقادی نظام سرمایه‌داری، پیامدهای اقتصادی آن و نظریات اقتصاددانان دربارهٔ سرمایه‌داری است. مارکس نتوانست قبل از مرگ جلد دوم و سوم سرمایه را کامل کند اما فردریش انگلس دوست و همکارش پس از مرگ او جلد دوم و سوم را بر اساس دست‌نوشته‌های مارکس به ترتیب در سال‌های ۱۸۸۵ و ۱۸۹۴ منتشر کرد.

## ترجمه به فارسی
جلد اول سرمایه؛ نقدی بر اقتصاد سیاسی را نخستین بار ایرج اسکندری عضو حزب تودهٔ ایران به فارسی ترجمه کرد که انتشارات حزب تودهٔ ایران آن را منتشر نمود. همین ترجمه با تصحیح عزیزالله علیزاده در انتشارات فردوس چاپ شد. انتقادهایی بر اسکندری دربارهٔ اعمال عقاید حزبی در ترجمه وارد شده‌است. البته ترجمه جلد سوم این کتاب ناتمام ماند و به همان شکل ناقص منتشر شد. اخیراً ف. فرخی ادامه کار ایرج اسکندری را تا پایان جلد سوم ترجمه کرده‌است. جمشید هادیان در کانادا ترجمه جدیدی از جلد اول سرمایه منتشر ساخت. در سال‌های اخیر، حسن مرتضوی جلدهای اول و دوم و سوم این کتاب را ترجمه کرده‌است. کمال خسروی و حسن مرتضوی نخستین ویراست فصل «کالا» در کتاب «سرمایه» را ترجمه کرده‌اند. سرمایه جلد چهارمی هم دارد، که کائوتسکی آن را تهیه و تنظیم کرده‌است. این اثر با نام تئوری ارزش اضافه نیز شناخته می‌شود. اما بر سر شناسایی این کتاب به عنوان جلد چهارم سرمایه، اختلاف‌نظر وجود دارد و عموماً آن را ادامه کتاب سرمایه نمی‌دانند. ضمناً این کتاب به صورت کتابی مستقل به تازگی توسط نشر سمندر چاپ شده‌است.